# Рожевий кінь
Рожевий кінь (англ. Ride the Pink Horse) — американський кримінальний фільм-нуар режисера Роберта Монтгомері 1947 року.

## Сюжет
У прикордонне з Мексикою містечко Сан-Пабло, що готується до щорічної фієсти, прибуває колишній солдат Гегін. У нього єдина мета: знайти таємничого Френка Хьюза. Але навіщо: щоб помститися чи шантажувати? Виявляється, Гегін хоче вимагати у нього гроші як компенсацію за смерть свого найкращого друга Шорті. В цей же час в містечку з'являється агент ФБР Білл Ретц, який випитує у Гегіна інформацію, щоб він міг запроторити гангстера Хуго за ґрати. Але у Гегіна зовсім інші плани: він не збирається залишати Хуго в живих.

## У ролях
- Роберт Монтґомері — Лаки Гегін
- Томас Гомес — Панчо
- Ріта Конде — Карла
- Іріс Флорес — Марія
- Ванда Гендрікс — Піла
- Грендон Родс — містер Едісон
- Тіто Ренальдо — Белбой
- Річард Гейнс — Джонатан
- Андреа Кінг — Марджорі Ландін
- Арт Сміт — Білл Рец
- Мартін Гарралага — власник бару
- Едвард Ерл — Локк
- Гарольд Гудвін — Ред